# Energía de Fermi
La energía de Fermi es la energía del nivel más alto ocupado por un sistema cuántico a temperatura nula (0 K). Se denota por EF y recibe su nombre del físico italo-estadounidense Enrico Fermi.
La energía de Fermi es importante a la hora de entender el comportamiento de partículas fermiónicas, como por ejemplo los electrones. Los fermiones son partículas de spin semi-entero que verifican el principio de exclusión de Pauli que dicta que dos fermiones no pueden ocupar simultáneamente el mismo estado cuántico. De esta manera, cuando un sistema posee varios electrones, estos ocuparán niveles de energía mayores a medida que los niveles inferiores se van llenando.
La energía de Fermi es un concepto que tiene muchas aplicaciones en la teoría del orbital, en el comportamiento de los semiconductores y en la física del estado sólido en general.
En física del estado sólido la superficie de Fermi es la superficie en el espacio de momentos en la que la energía de excitación total iguala a la energía de Fermi. Esta superficie puede tener una topología no trivial. Brevemente se puede decir que la superficie de Fermi divide los estados electrónicos ocupados de los que permanecen libres.
Enrico Fermi y Paul Dirac, derivaron la estadística de Fermi-Dirac. Esta estadística permite predecir el comportamiento de sistemas formados por un gran número de fermiones, especialmente en cuerpos sólidos. 

La energía de Fermi de un gas de Fermi (o gas de electrones libres) no relativista tridimensional se puede relacionar con el potencial químico a través de la ecuación:
{\displaystyle \mu =\epsilon _{\rm {F}}\left[1-{\frac {\pi ^{2}}{12}}\left({\frac {k_{\rm {B}}T}{\epsilon _{\mathrm {F} }}}\right)^{2}+{\frac {\pi ^{4}}{80}}\left({\frac {k_{\rm {B}}T}{\epsilon _{\rm {F}}}}\right)^{4}+\cdots \right]}
donde:
- εF es la energía de Fermi,
- kB es la constante de Boltzmann y
- T es la temperatura.

Por lo tanto, el potencial químico es aproximadamente igual a la energía de Fermi a temperaturas muy inferiores a una energía característica denominada temperatura de Fermi, εF/kB. Esta temperatura característica es del orden de 105K para un metal a una temperatura ambiente de (300 K), por lo que la energía de Fermi y el potencial químico son esencialmente equivalentes. Este es un detalle significativo dado que es el potencial químico, y no la energía de Fermi, el que aparece en la estadística de Fermi-Dirac.
- Datos: Q431335